# Márton Eppel
Márton Eppel (Boedapest, 26 oktober 1991) is een Hongaars voetballer die doorgaans als aanvaller speelt.

## Clubloopbaan
Eppel speelde in de jeugd bij Magyar Atlétikai Club en MTK Boedapest waarvoor hij sinds 2008 ook in het eerste elftal speelde. In het seizoen 2011/12 zou hij voor N.E.C. uitkomen dat hem voor een seizoen contracteerde met een optie om hem daarna nog een jaar vast te leggen. Per 1 januari 2012 werd zijn contract ontbonden. Eppel kwam slechts tweemaal als invaller in actie voor N.E.C., in de KNVB Beker tegen FC Volendam en in de Eredivisie tegen ADO Den Haag. Nadat hij kort bij zijn oude club MTK getraind had en op proef geweest was bij Ferencvárosi TC, tekende hij op 8 februari 2012 een contract voor tweeënhalf jaar bij Paksi SE. In het seizoen 2013/14 speelde hij op huurbasis voor MTK Boedapest. Hij keerde terug bij Paksi maar kwam niet veel meer aan spelen toe. Begin februari 2015 tekende Eppel een contract voor anderhalf jaar bij Dunaújváros PASE. Begin 2016 ging Eppel naar Budapest Honvéd waar hij een contract tot medio 2018 ondertekende. Met zijn club werd hij in het seizoen 2016/17 landskampioen en Eppel werd met 16 doelpunten topscorer van de competitie. Medio 2018 vervolgde hij zijn loopbaan in Kazachstan bij Kairat Almaty. In januari 2020 ging Eppel bij Cercle Brugge spelen. In oktober 2020 keerde Eppel terug bij Budapest Honvéd. Begin 2022 ging hij naar Diósgyőri. Nadat medio 2023 zijn contract afliep, sloot hij eind oktober 2023 aan bij het Poolse Warta Poznań. Medio 2024 ging Eppel wederom in Hongarije spelen, nu voor Nyíregyháza Spartacus.

## Interlandcarrière
Eppel kwam tot op heden in totaal twee keer uit voor de nationale ploeg van Hongarije. Onder leiding van de Duitse bondscoach Bernd Storck maakte hij zijn debuut op 5 juni 2017 in de vriendschappelijke thuiswedstrijd tegen Rusland (0-3) in Boedapest, net als Márk Kleisz (Vasas SC), Norbert Balogh (US Palermo) en Dávid Márkvárt (Puskás Akadémia). Hij maakte in de 40ste minuut een eigen doelpunt en werd na 70 minuten gewisseld voor Balogh.